# Damascus, Maryland
Damascus är en ort i Montgomery County i delstaten Maryland, USA.